# Porte de Villars
La porte de Villars est un monument situé en France sur la commune de Châtillon-sur-Chalaronne, dans le département de l'Ain en région Auvergne-Rhône-Alpes.
Cette porte, orientée vers la ville de Villars-les-Dombes de laquelle elle tire son nom, faisait initialement partie de l'enceinte fortifiée de Châtillon-sur-Chalaronne.
Elle fait l'objet d'une inscription au titre des monuments historiques depuis le 13 juillet 1926.

## Historique
La porte de Villars a été construite avec l'enceinte fortifiée de la ville, entre 1273 et 1321.

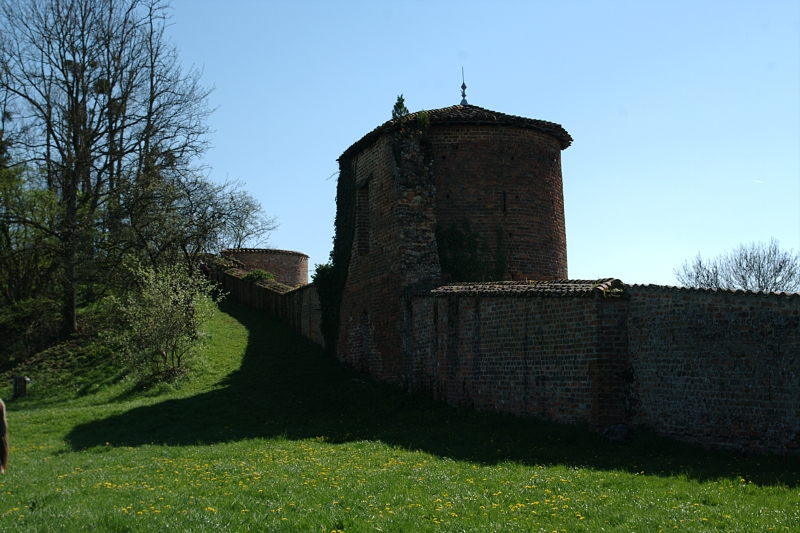
Vue de l'enceinte fortifiée de Châtillon-sur-Chalaronne, à laquelle appartenait la Porte de Villars.

## Protection
La porte de Villars fait l’objet d’une inscription au titre des monuments historiques depuis le 13 juillet 1926.